# فيليبي ناسيمنتو
فيليبي ناسيمنتو (بالبرتغالية: Filipe Nascimento‏) (7 يناير 1995 في البرتغال - ) هو لاعب كرة قدم برتغالي في مركز الوسط. شارك مع منتخب البرتغال تحت 16 سنة لكرة القدم ومنتخب البرتغال تحت 17 سنة لكرة القدم ومنتخب البرتغال تحت 18 سنة لكرة القدم. أما مع النوادي، فقد لعب مع سي إف آر كلوج وAcadémico de Viseu F.C. ‏.

## وصلات خارجية
- فيليبي ناسيمنتو على موقع قاعدة بيانات كرة القدم.إي يو (الإنجليزية)
- فيليبي ناسيمنتو على موقع Soccerway.com (الإنجليزية)